# Tachaea spongillicola
Tachaea spongillicola is een pissebed uit de familie Corallanidae. De wetenschappelijke naam van de soort is voor het eerst geldig gepubliceerd in 1907 door Thomas Roscoe Rede Stebbing.